# Harald Haarfagre
För den norske vikingakungen, se Harald Hårfager.
Harald Haarfagre var ett pansarskepp i den norska flottan. Hon byggdes på varvet Armstrong Withworth & Co Elswick i Elswick, Storbritannien. Fartyget var av Tordenskjold-klass och hade ett systerfartyg, Tordenskjold. Under ockupationen av Norge under andra världskriget togs fartyget i bruk av tyska marinen som flytande luftvärnsbatteri, då under namnet Thetis. Efter kriget återlämnades hon till den norska flottan, och skrotades 1947.

Skiss över Harald Haarfagre och Tordenskjold, som
utgjorde de enda skeppen i Tordenskjold-klassen.